# The Stripper
The Stripper é uma websérie brasileira de drama LGBTQ+, baseada no conto homônimo da autora Evelin Silva. Sucesso no Brasil, a série tem mais de 30 milhões de visualizações no YouTube. A série é estrelada por Natalie Smith, Priscilla Pugliese, Jessica Córes e Rodrigo Tardelli e produzida pela produtora brasileira Ponto Ação. O conto The Stripper tem mais de 18 milhões de visualizações no Wattpad. Devido ao grande sucesso da primeira temporada, a série teve a segunda e a terceira temporada renovadas. Conta com participações especiais de João Vitti, Lu Grimaldi e Valéria Alencar. 

## Sinopse
The Stripper conta a história de Camila (Natalie Smith), uma mulher que nos piores momentos de sua vida foi convidada para dançar stripper na boate Imperium, e depois de um tempo consegue um emprego em uma grande empresa e começa a ficar com os empregos de ambos. Um dia, uma famosa empresária visita a Imperium e está completamente apaixonada pela dançarina que Camila representa lá, chamada Karla (Natalie Smith), mas ela tem um acordo com o local para ser apenas uma dançarina. No dia seguinte, em sua empresa, ela é apresentada à sua mais nova presidente: Lauren, a mesma empresária por quem era tão desejada na Imperium. Com a ajuda do coreógrafo Wesley e das amigas Ally (Nathália Diório) e Dinah (Maria Clara El-Bainy), Camila / Karla passará por diversas situações para esconder de Lauren a verdadeira identidade de Lauren.

## Elenco

### Elenco principal
| Ator                 | Personagem   |
| -------------------- | ------------ |
| Natalie Smith        | Karla/Camila |
| Priscilla Pugliese   | Lauren       |
| Jessica Córes        | Normani      |
| Maria Clara El-Bainy | Dinah        |
| Nathália Diório      | Allyson      |
| Luiza César          | Veronica     |
| Rodrigo Tardelli     | Wesley       |
| Lorena Antunes       | Kellen       |
| Rodrigo Ferraro      | Austin       |
| Valéria Bohm         | Candence     |
| Madu de Paoli        | Sofia        |
| Camilla Rocha        | Taylor       |
| Thaisa Lima          | Alexa        |
| Tiago Deam           | Leandro      |
| Tom Reis             | Troy         |
| Vitor Zenezi         | Alfred       |

### Participações especiais
| Ator            | Personagem |
| --------------- | ---------- |
| Lu Grimaldi     | Germana    |
| Nadia Bambirra  | Clara      |
| Valéria Alencar | Sinu       |
| Alexandre Mello | Michael    |
| João Vitti      | Alejandro  |
| Jorge Jeronymo  | Richard    |

## Prêmios e indicações
| Ano  | Prêmio               | Categoria                          | Indicação    | Resultado | Ref.  |
| ---- | -------------------- | ---------------------------------- | ------------ | --------- | ----- |
| 2020 | NYC WEB FEST         | Melhor Série em Língua Estrangeira | The Stripper | Indicado  | [ 7 ] |
| 2019 | Fest Cine Pedra Azul | Melhor Série                       | The Stripper | Venceu    | [ 8 ] |